# هیتاناس ناوسدا
هیتاناس ناوسدا (انگلیسی: Gitanas Nausėda؛ زادهٔ ۱۹ مهٔ ۱۹۶۴) سیاست‌مدار، استاد دانشگاه، اقتصاددان، و سیاستمدار اهل لیتوانی است. وی در ۲۶ مه ۲۰۱۹ در انتخابات ریاست‌جمهوری لیتوانی (۲۰۱۹) با کسب ۷۲ درصد آرا به عنوان رئیس‌جمهور منتخب لیتوانی برگزیده شد. ناوسدا در ژوئیه ۲۰۱۹ به‌طور رسمی وارد دفتر ریاست‌جمهوری لیتوانی شد. وی همچنین توانست در انتخابات ریاست‌جمهوری لیتوانی (۲۰۲۴) مجددا با کسب ۷۶% آراء به عنوان رئیس‌جمهور لیتوانی برگزیده شود.

## تحصیلات آکادمیک
ناوسدا تحصیلات خود را از ۱۹۸۲ تا ۱۹۸۷ در دانشگاه ویلنیوس گذراند و از ۱۹۸۷ تا ۱۹۸۹ در دانشکده اقتصاد صنعتی فعالیت داشت. وی از ۱۹۹۰ تا ۱۹۹۲ در کادر مؤسسه مبادلات آکادمیک آلمان در دانشگاه مانهایم آلمان مشغول به کار بود. وی در سال ۱۹۹۲ پایان‌نامه دکترای خود را در زمنیه تورم و استقلال نوشت.
وی از سال ۲۰۰۹ استاد دانشکده اقتصاد دانشگاه ویلنیوس است.